# Kluczewska grupa wulkanów

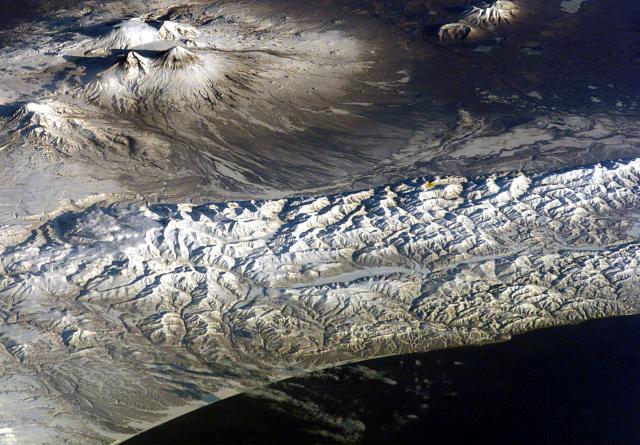
Zdjęcie z przestrzeni kosmicznej, Kluczewska grupa wulkanów widoczna w lewym, górnym rogu fotografii

Kluczewska grupa wulkanów (ros. Ключевская группа вулканов, Kluczewskaja gruppa wułkanow) – grupa wulkanów na rosyjskim Dalekim Wschodzie, w środkowej części półwyspu Kamczatka, zajmująca powierzchnię 6 000 km².
Grupa obejmuje 14 wulkanów, trzy główne to Biezymiennyj, Kluczewska Sopka i Tołbaczik oraz pomniejsze Kamień, Uszkowskij, Kriestowskij, Sriednaja Sopka, Bolszoj Zimnoj, Małoj Zimnoj, Bolszaja Udina i Małaja Udina.